# Mike Holober
Mike Holober is een Amerikaanse jazzpianist, -componist, -arrangeur en docent.

## Biografie
Holober verhuisde in 1986 naar New York en werkte daar als componist en sideman-pianist. Na eind jaren 1990 te hebben gewerkt met baritonsaxofonist Nick Brignola, vormde hij The Mike Holober Quintet, met originele composities en arrangementen, uitgevoerd door Tim Ries (saxofoon), Wolfgang Muthspiel (gitaar), Brian Blade (drums) en Scott Colley en John Patitucci (bas). Het kwintet nam de twee albums Canyon (2003) en Wish List (2006) op bij Sons of Sound.
Holobers bigband The Gotham Jazz Orchestra bracht de twee opnamen Thought Trains (Sons of Sound, 2004) en Quake (Sunnyside Records, 2009) uit. De meest recente opname Hiding Out van de band kwam uit in augustus 2019 bij Zoho Music. De dubbel-cd bevat Hiding Out, gemaakt in opdracht van The Philadelphia Museum of Art (gefinancierd door de Pew Foundation), Flow in opdracht van het Westchester Jazz Orchestra (gefinancierd door een NYSCA Individual Artist's Grant) en Jumble, gemaakt in opdracht van The US Army Jazz Knights of West Point. De opname bevat ook een arrangement van Jobims Caminhos Cruzados in opdracht van het Westchester Jazz Orchestra en geschreven voor en met trompetmeester Marvin Stamm. Andere artiesten op Hiding Out zijn onder meer Billy Drewes, Jason Rigby, Scott Wendholt, Adam Kolker, Jon Gordon, Steve Cardenas en Jesse Lewis.
Holober ontving in 2017-1918 een Chamber Music America New Jazz Works Grant voor Don't Let Go, een liederencyclus in de traditie van Robert Schumann, Samuel Barber en Ralph Vaughan Williams, die in juni 2018 in première ging op Symphony Space (The Leonard Nimoy Thalia). Don't Let Go is geschreven voor Holobers octet Balancing Act, waarvan de première-opname Balancing Act werd uitgebracht in 2015 (Palmetto Records), met de originele composities van Mike (verschillende met tekst), uitgevoerd door Kate McGarry, Dick Oatts, Jason Rigby, Marvin Stamm, Mark Patterson, John Hebert en Brian Blade. Holober was van 2007 tot 2013 de muzikaal leider van het Westchester Jazz Orchestra, een non-profitorganisatie in Westchester County New York. Onder zijn leiding gaf de organisatie meer dan 140 nieuwe werken voor jazzorkest in opdracht. Gastartiesten waren onder meer Joe Lovano, Kate McGarry, Janis Siegal, John Scofield, John Patitucci, Randy Brecker en Paquito D’Rivera. Holober was ook dirigent, artistiek directeur en hoofdarrangeur voor de publicatie van WJO in 2011, Maiden Voyage Suite, een bewerking van Herbie Hancocks Blue Note Records-opname uit 1965.
Holober heeft met verschillende bigbands in Europa gewerkt, waaronder de HR-Bigband (Frankfurt am Main), waar hij van 2011-2015 als verbindend gastdirigent werkzaam was, en de WDR Big Band (Keulen). Projecten voor de HR Big Band omvatten het arrangeren en dirigeren van concertlange projecten voor Kurt Rosenwinkel, Billy Cobham, Jane Monheit, Terje Rypdal, Dr. Lonnie Smith, Miguel Zenon en Jazz From Hell, een concert met het werk van Frank Zappa voor het Frankfurt Jazzfestival in 2015. Met de WDR Big Band (Westdeutscher Rundfunk - Keulen, Duitsland) heeft hij projecten geschreven en uitgevoerd voor Avishai Cohen, Eli Degibri en voor de legendarische drummer Al Foster. Andere projecten zijn onder meer arrangementen voor een concert met Eli Degibri met jazzorkest en strijkers, dat in 2014 werd uitgevoerd in het National Opera House in Tel Aviv. Holober is hoogleraar aan The City College of New York en werd in 2018 benoemd tot de inaugurele Stuart Z. Katz Professor of Humanities and the Arts. Hij is vijfvoudig MacDowell Fellow, Ucross Foundation Fellow en Yaddo Guest. Hij doceert ook componeren en arrangeren aan de Manhattan School of Music. Van 2007-2015 was hij onderdirecteur van de BMI Jazz Composer’s Workshop, waar hij doceerde bij muzikaal directeur Jim McNeely.

## Discografie
- 2003: The Mike Holober Quintet, Canyon (Sons of Sound)
- 2004: The Gotham Jazz Orchestra, T hought Trains (Sons of Sound)
- 2006: The Mike Holober Quintet, Wish List (Sons of Sound)
- 2009: The Gotham Jazz Orchestra, Quake (Sunnyside)
- 2015: Mike Holober & Balancing Act, Balancing Act (Palmetto)
- 2019: The Gotham Jazz Orchestra, Hiding Out (Zoho Music)

- International Standard Name Identifier: 0000 0000 4646 7651
- Library of Congress Control Number: no99024891
- MusicBrainz: 60fae20b-3080-47ca-8cef-6e3bf573de42
- Virtual International Authority File: 41472481
- WorldCat: E39PBJxRJ967tf7DqfHPV9kJjC